# 弗朗西丝·戴维斯
弗朗西丝·戴维斯（英語：Frances Davies，1996年10月18日—）生于罗托路亚，是一名新西兰女子曲棍球运动员，场上位置是后卫。她在六岁时开始接触曲棍球。九岁时她加入陶朗加女子学院的曲棍球队。她在2014年开始代表国家青年队参加国际比赛，2016年12月完成自己的成年国家队比赛首秀。2020年时，戴维斯在奥克兰地方法院任职，同时也正在争取犯罪学专业的学位。